# Ӕ
Ӕ (minuskule ӕ) je písmeno cyrilice. Je používáno pouze v osetštině. Objevilo se v době, kdy osetština přecházela v psané formě z latinky na cyrilici, kdy z latinky převzala písmeno Æ.